# Ескіль Маґнуссон
Ескіль Маґнуссон (швед. Eskil Magnusson; прибл.1175 — прибл.1227) — середньовічний шведський шляхтич і закономовець Вестерйотланда. Він є першою засвідченою урядовою особою на території сучасної Швеції, про яку ми маємо повну інформацію.

## Життєпис
Він був членом династії Б'єльбу, або дому Фолькунгів, яка у 1250-х роках стала королівською династією Швеції. Він був сином Маґнуса Міннешельда і старшим зведеним братом ярла Біргера (Біргера Магнуссона), наймогутнішої людини Швеції середини XIII століття.
Близько 1217 року він одружився з Крістіною Нільсдоттер, вдовою норвезького графа Гокона Божевільного, чий син Кнут Гоконссон був претендентом на норвезький престол. Завдяки розташуванню своєї юрисдикції та одруженню з Крістіною Ескіль мав добрі контакти в Норвегії та, можливо, брав участь у перемовах між шведським і норвезьким монархами. У 1218–1220 роках його відвідав ісландський історик Сноррі Стурлусон.
Ескіль був відомий своєю вченістю та, здається, зіграв важливу роль у кодифікації закону Вестерйотланду, найстарішого відомого шведського тексту, написаного латинським шрифтом. Список закономовців Вестерйотланда, який додається до тексту закону, говорить про те, що він збирав і редагував закони провінції та здійснював правосуддя з великою обачністю. Він мав розумне судження, вченість священнослужителя і був вищим за всіх вождів королівства. У списку також стверджується, що він відзначився хоробрістю і що знадобиться багато часу, поки не народиться ще одна така людина.